# Kamtschatka-Superbolide

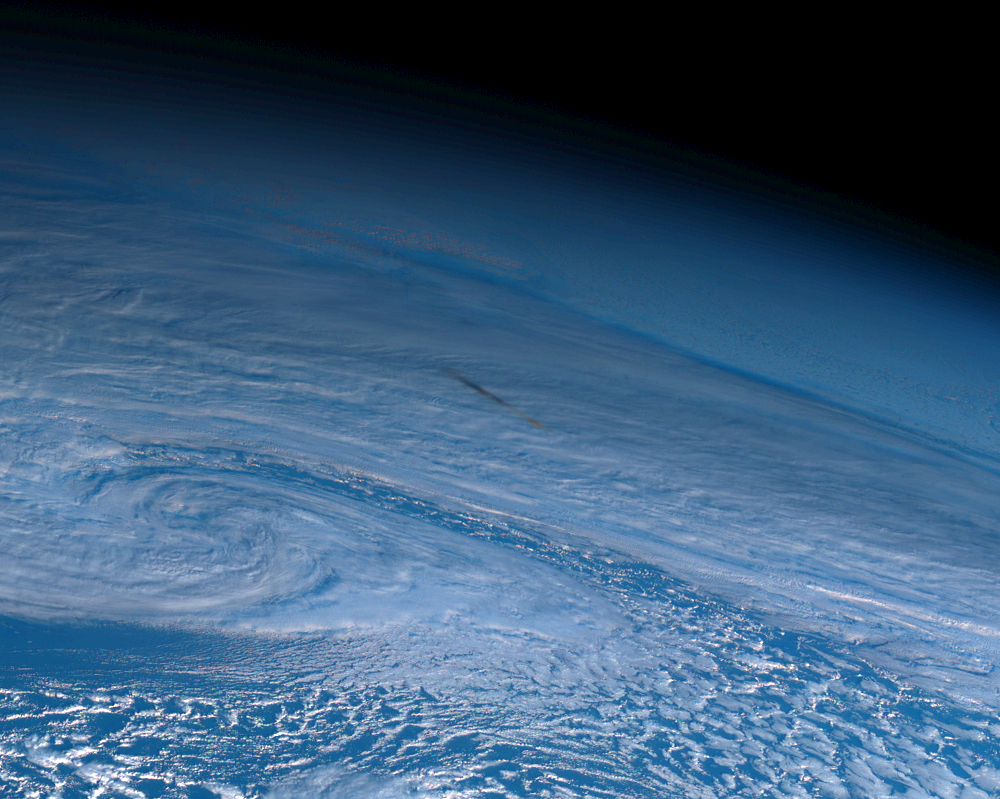
Rauchfahne des Boliden, aufgenommen von Himawari 8

Der Kamtschatka-Superbolide bezeichnet einen Boliden, der in der Stratosphäre am 18. Dezember 2018 um 23:48 Uhr (UTC) über der Beringsee etwa 300 km entfernt von der Halbinsel Kamtschatka explodierte. Der etwa 10 m große Asteroid trat mit 32 km/s in die Erdatmosphäre ein und detonierte in einer Höhe von 25,6 km, dabei wurde ein TNT-Äquivalent von 173 kT freigesetzt. Das Ereignis wurde von den Satelliten Terra und Himawari 8 und vom Messnetz der CTBTO detektiert, aber bis März 2019 nicht veröffentlicht.
Der Astrophysiker Peter Brown von der University of Western Ontario, Kanada, fand es in den archivierten Daten der CTBTO. Brown veröffentlichte seine Ergebnisse im März 2019.